# موبیلیس
موبیلیس (انگلیسی: Mobilis) شرکت مخابرات الجزایری است، که در سال ۲۰۰۳ تأسیس شد.